# 貝傑拉克戰役
貝傑拉克戰役（英語：Battle of Bergerac）是英法百年戰爭期間的一場戰役，發生在1345年8月下旬，由英格蘭─加斯科涅聯軍對上防守貝傑拉克的法軍。1345年英王愛德華三世發動三路軍隊進攻法蘭西王國，加斯科涅戰線指揮官德比伯爵格羅斯蒙特的亨利在8月抵達加斯科涅地區領導加斯科涅戰役，在這場戰役突襲法軍指揮官亨利·德·蒙蒂尼並擊敗大批法軍。法軍傷亡慘重，並失去貝傑拉克這一重要戰略城鎮。這也是百年戰爭開戰以來英軍第一場陸上重大勝利，與不久後發生的歐布羅什戰役逆轉了該地區的戰力平衡。

## 背景

1330年的法蘭西王國
1214年由法蘭西王室控制
至1330年止從英格蘭手中收回
1330年英格蘭與英屬加斯科涅

1066年諾曼征服以來，英格蘭君主便擁有法蘭西王國內的爵位和領土。1337年，法蘭西議會決定從英格蘭手中收回阿基坦公國（即加斯科涅地區），導致長達116年的百年戰爭爆發。
14世紀前半，英格蘭從加斯科涅進口大量紅酒，地區首府波爾多的人口與財富甚至超越倫敦。戰爭的爆發導致該地區的經濟與糧食陷入拮据，在缺乏英格蘭本國的支援下，加斯科涅人只能自食其力苦苦支撐。開戰後8年，英格蘭只剩下波爾多與巴約訥海岸線以及零星的內陸堡壘。
1345年初，英王愛德華三世決定發動三條路線入侵法蘭西，加斯科涅戰線交由德比伯爵格羅斯蒙特的亨利率領。斯塔福德伯爵在2月率領先遣隊前往加斯科涅，3月13日德比伯爵授命在英格蘭集結2,000人的軍隊，再前往加斯科涅徵集更多人。法軍事前獲知英軍入侵的情報，但因為資源不足以分配三個戰線，而決定把主力集中在西北方。西南方被要求自力防禦，但由於1343年初簽訂的馬萊特魯瓦和約仍在效期內，當地貴族不願投入資金，沒有多做準備。

## 戰爭前夕
德比伯爵的部隊在5月底由南安普敦啟程。由於天候狀況差，他的艦隊151艘船被迫在法爾茅斯停留數周，最後在7月23日抵達加斯科涅。斯塔福德伯爵預期德比會在5月下旬抵達，並嗅到法軍的弱點，決定自己先出兵。六月初，加斯科涅軍佔領了多爾多涅的蒙特拉韋與蒙布雷頓兩座大型但守備薄弱的城堡。兩者都是在奇襲下成功奪取，並也撕毀了馬萊特魯瓦和約。斯塔福德伯爵向北對布萊伊發動圍城，當地領主率領1000披甲戰士與3000步兵跟隨。完成圍城後，他留下加斯科涅人，前往波爾多南方的朗貢，並發動第二個圍城。英格蘭—加斯科涅聯軍的兩個圍城都能由水路進行補給。而法軍發布緊急召集令。
同一時間，一小群獨立的加斯科涅兵團在區域內掠奪，一些當地的法蘭西團體也加入他們。使得許多小貴族倒向英格蘭—加斯科涅聯軍。他們有多次顯著的成功，然而成效僅止於束縛住弱小的法蘭西守軍並讓他們請求援軍。少數的法軍部隊沒有駐紮在堡壘內，則是被自己發動的圍城戰絆住：例如阿熱奈的卡斯讷伊；孔东附近的蒙尚；贝尔热拉克南部，堅固但缺乏戰略價值的蒙屈克城堡。許多地區都沒有防備。
另一方面，愛德華三世的主力部隊遭遇惡劣天氣而決定放棄登陸諾曼第，法王腓力六世注意到後便向加斯科涅派出援軍，波旁公爵皮埃爾在8月8日被任命為西南部前線總指揮，並坐鎮於阿讓。
1345年8月9日，德比伯爵帶領500名披甲戰士、500名乘馬長弓手，1000名英格蘭和威爾斯步行弓箭手抵達波爾多。德比伯爵又花了兩周招募與組織部隊，然後率軍向朗貢出發，和斯塔福德伯爵合流並接管指揮權。此時的斯塔福德伯爵採取謹慎的策略，但德比伯爵想趁法軍集結完成前發動正面攻擊。法軍聽說德比伯爵抵達，在貝特朗·德·利勒的指揮下撤退到波爾多東部60英里（97）的貝傑拉克，這是當地的交流中心以及重要戰略城鎮，有著多爾多涅河上最重要的橋梁。對法軍而言是很方便集結部隊並徵召援軍的位置。
經過戰爭會議後，德比伯爵決定在該地正面攻擊法軍。若佔領該鎮將會提供波爾多很好的水運連結，可以成為英格蘭—加斯科涅聯軍的基地推進戰線 ；也能夠強迫法軍放棄圍攻附近的蒙屈克城堡，並切斷法軍在多爾多涅南北間的連結。英軍相信若可以打敗或轉移法軍野外部隊的注意，城鎮便能輕易地奪下。

## 戰鬥
8月中旬，德比伯爵率領1200名披甲戰士（其中700名是加斯科涅人），1500名長弓手與2800名加斯科涅步兵從朗貢出發。法軍在貝傑拉克與蒙屈克有1600名披甲戰士，以及一大批人數不明的其他兵種。德比伯爵率軍迅速移動並奇襲法軍，該戰鬥的發生日期不明，英國軍事史家阿爾弗雷德·伯納認為貝傑拉克在8月26日淪陷，但該戰鬥發生在數日前；肯尼思·福勒（Kenneth Fowler）則認為貝傑拉克在8月24日淪陷。
戰鬥首先爆發的詳細位置也不明確，美國西點軍校歷史教授克利福德·J·羅傑斯主張發生在聖歐班德朗凱與聖內克桑之間的道路上；福勒認為是蒙屈克到貝傑拉克的道路上，法軍可能是被用計誘到該處，或是從蒙屈克撤退途中被襲擊，也可能都是。法軍遭到英軍箭雨的壓制，又遭到披甲戰士衝鋒的打擊，法軍邊戰邊逃到貝傑拉克郊區，主要橋樑的南側。由於追兵太過靠近，橋梁南側瓮城的大門來不及關閉，導致英軍湧入橋樑。該橋長200碼（180），寬度較窄，有間禮拜堂坐落在橋中央成為障礙。守軍嘗試突破英軍奪回瓮城，但法軍將橋樑擠的水洩不通。英軍弓手在橋梁南岸沙灘上展開，從兩側縱向射擊法軍，造成慘重傷亡以及許多人向英軍投降。橋樑北側的法軍嘗試放下柵門，卻被一支倒下的馬匹阻礙，而英軍持續向城鎮推進。
歷史紀錄在此產生分歧，當時兩本詳細記載愛德華三世戰爭的史書：傅華薩的《英格蘭、法蘭西與西班牙編年史》（The Chronicles of England, France and Spain）和《聖奧梅爾編年史》（St. Omer Chronicle）記載城門乘攻關閉，而城鎮支撐了數天的圍城，直到德比伯爵造好船隻從脆弱的河岸城牆攻擊才淪陷。另外有一批14世紀的史料，其中兩本編年史詳細記載加斯科涅戰役：《吉耶讷编年史》（Chronique de Guyenne ）與《布拉扎斯編年史》（Chronique de Brazas）則記載城門只支撐住第一天入夜前的攻擊，有其他的史料支持這兩本書的紀錄，也較為現代史家接受。不論如何，城鎮在當晚或數日後就被佔領並掠奪，大量的補給物資與馬匹被奪取。法軍的生還者由阿馬尼亞克伯爵約翰一世集結，向北撤往佩里格。

## 影響

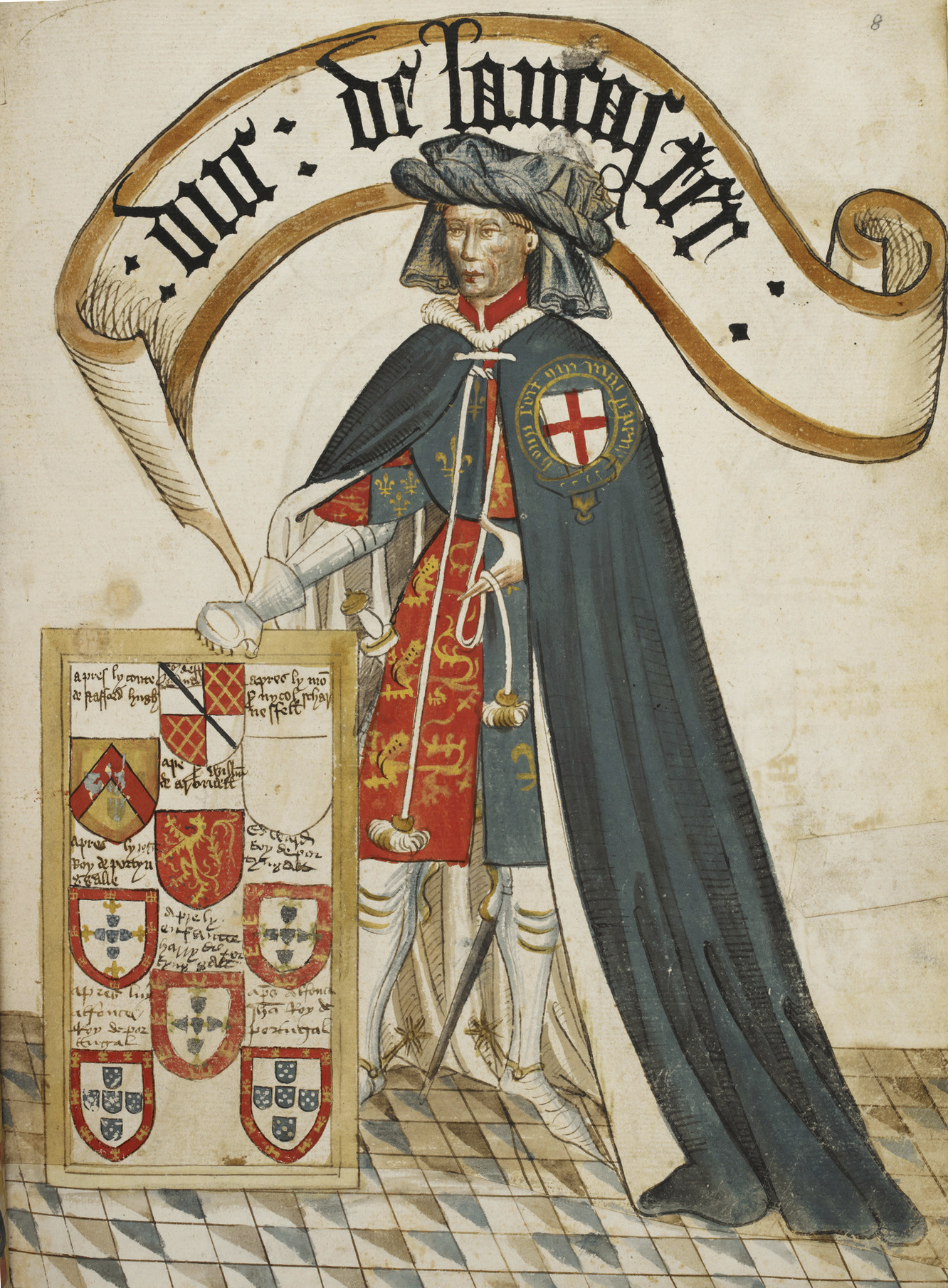
德比伯爵格羅斯蒙特的亨利，不久後成為第一代蘭開斯特公爵。

貝傑拉克的戰鬥是英軍的重大勝利，戰後的掠奪給英軍帶來龐大收益。超過600名法軍披甲戰士被記錄戰死，同時有大量披甲戰士被俘虜。法軍戰死的步兵數不明，但紀錄顯示損失慘重。依傳統，一般士兵無論是否棄械都被殺。戰俘包含佩里戈爾總管亨利·德·蒙蒂尼，與其他十位高階貴族和大量低階貴族。德比伯爵從贖金中分到約£34,000（2025年約值35,000,000英鎊），大約是他個人領地四年的收入。英軍和加斯科涅軍只有輕微損失。
這是德比伯爵在接下來一系列大勝的開端，當時史書《瓦盧瓦四王記》（Chroniques de quatres premier Valois）稱他為世界上最好的戰士之一。現代史家則稱讚他的將才：偉大且充滿革命性的戰略家、達到天才的境界（羅傑斯）；極度聰慧（伯爾納）；令人驚豔（格利比）。現代史家尼可拉斯·格利比（Nicholas Gribit）稱1345年的加斯科涅戰役為百年戰爭英軍第一場成功的陸上戰役。
戰略上，英格蘭─加斯科涅聯軍為接下來的戰役佔領了重要基地；政治上，向尚未決定支持者的地方貴族展示英軍仍然具有不可忽視的戰力。稍後發生的歐貝羅什戰役顛覆了英法兩軍在加斯科涅的戰力平衡。

### 腳註
1. ↑  通貨膨脹的計算數據來自Clark, Gregory (2017). "The Annual RPI and Average Earnings for Britain, 1209 to Present (New Series)". MeasuringWorth. 取自2018年10月28日。 
做為比較，一名英軍步兵一季所領到薪餉只有 £1。愛德華三世的年收入不到£50,000。[36]